# Progar
Progar (cyr. Прогар) – wieś w Serbii, w mieście Belgrad, w gminie miejskiej Surčin. W 2011 roku liczyła 1445 mieszkańców.